# Motobi

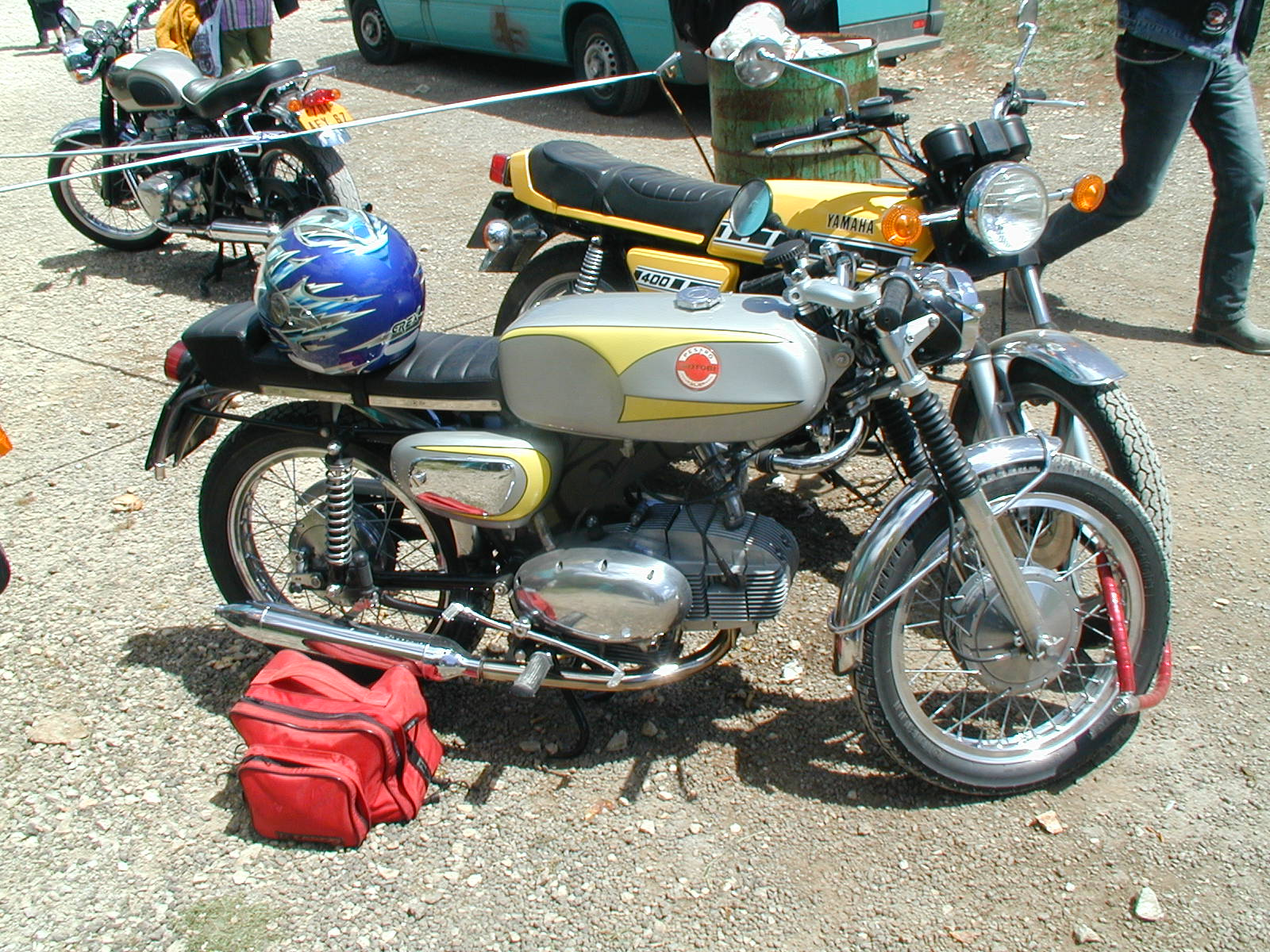
Une motobi 125

Motobi est un constructeur de motos italien de 1950 à 1974. En réalité, la marque s'appelait Moto B, le B voulant dire Benelli, ce qui donna finalement Moto bi avec la prononciation italienne.

## Présentation
Motobi est une marque fondée par Giuseppe Benelli, fils ainé de la famille des constructeurs de moto Benelli, après une brouille familiale.
Elle produisit des motocyclettes à 1 et 2 cylindres jusqu'à 250 cm3.
Bien que Motobi ait produit des moteurs 2 et 4 temps, la forme du moteur est toujours un ovale plutôt esthétique.
Le cylindre horizontal (comme sur nombre de motos Guzzi et Aermacchi) participe à l'esthétique en forme d'œuf du groupe motopropulseur. 
La Version sport 175 Cm3 (cylindrée qui bénéficie en France d'une catégorie sportive à part) nommée Catria a été importée par un motociste et coureur toulousain, Max Rojou, mais les volumes de vente étaient assez confidentiels, ce qui en fait une machine assez rare en collection.
À la suite du décès de Giuseppe, Benelli rachète Motobi en 1962 sous le nom officiel de GO BEN, mais conserve le nom de la marque. Les cyclomoteurs de cette époque utiliseront des moteurs Benelli, qui n'ont pas l'esthétique Motobi.
Certaines Benelli 750 Sei des années '70 étaient badgées Motobi 750 Sei.

## Compétition

### Passée
Dans les années 1960, les Motobi étaient utilisées en Italie lors de courses de côte et sur circuit, préparées par Primo Zanzani, un ancien pilote qui faisait partie du département course de Motobi. Travaillant majoritairement sur les modèles monocylindres de 250 cm3, il réussit à résoudre les problèmes de fiabilité issus du gonflage du moteur 2 temps horizontal, en ajoutant deux goujons aux quatre d'origine. Au lieu des 16 chevaux de la version de route, Zanzani en obtenait 33 dans sa version course.
Le modèle de course le plus connu est le Motobi 250 Sei Tiranti (littéralement 6 goujons), développé pour la première fois en 1965 et produit en plusieurs exemplaires. Photo du Kit Zanzani Compétition 250 Motobi 
Motobi a obtenu de nombreuses victoires en championnat junior italien, étant même 3 fois champion d'Italie. Jusqu'en 1970, de nombreuses courses ont été remportées sur Motobi. De futurs grands pilotes comme Pier Paolo Bianchi, Eugenio Lazzarini et Roberto Gallina ont débuté sur Motobi.
C'est même une de ces Motobi 250 Sei Tiranti qui remporta la victoire en 250 cm3 à Daytona en 1967, mais avec des autocollants Benelli.
Lors de la fermeture du département course, Primo Zanzani s'installa à son compte comme préparateur spécialiste des Motobi, pour pouvoir continuer son activité.
Depuis 1999, à l'instar de Paton, Primo Zanzani et ses fils produisent à nouveau des Motobi 250 Sei Tiranti, répliques exactes des motos de l'époque, ce qui leur vaut d'être admises à courir en « anciennes ».

### Actuellement
Lors de l'instauration de la catégorie Moto2 en 2010 aux championnats du monde (à la place de la catégorie 250 cm3), le team JIR (Japan Italian Racing) engage une MotoBi. Elle possède, comme tous ses concurrents, un moteur quatre cylindres en ligne Honda, issu de la CBR600RR Fireblade. La moto engagée est une ex-TSR, de modèle TSR6 et de type AC6. Elle est construite au Japon, sous la direction de Masa Fujii. TSR bénéficie d’une vingtaine d’années d’expérience dans le Championnat du Monde, et a fourni des châssis dans les catégories 125 cm3 et 250 cm3. Celui de la Motobi est en aluminium, tout comme le bras oscillant.
La MotoBi réussit de belles performances, ses pilotes se classant régulièrement dans les premières places.

### Les pilotes Moto2 et leur classement

#### 2010
- Simone Corsi : 5e (138 points)
- Alex De Angelis : 11e (95 points) - Il avait commencé la saison chez RSM Team Scot
- Mattia Pasini : 28e (12 points)
- Yusuke Teshima : 39e (1 point)

#### 2011
- Alex De Angelis : 4e (174 points)

#### 2012
- Johann Zarco[2]
- Eric Granado